# 林達 (正德進士)
林達（？—？），福建承宣布政使司興化府莆田縣（今福建省莆田市莆田）人，林俊之子。
正德九年（1514年）甲戌科進士。正德十二年，授南京兵部主事。正德十六年，升任兵部郎中。后調為南京吏部郎中，善於古文。